# Liste der Kulturdenkmale in Vogtei (Gemeinde)
Die Liste der Kulturdenkmale in Vogtei umfasst die als Ensembles, Straßenzüge und Einzeldenkmale erfassten Kulturdenkmale in der thüringischen Gemeinde Vogtei im Unstrut-Hainich-Kreis.
Die Angaben in der Liste ersetzen nicht die rechtsverbindliche Auskunft der zuständigen Denkmalschutzbehörde.

## Legende
- Bild: zeigt ein Bild des Kulturdenkmals und gegebenenfalls einen Link zu weiteren Fotos des Kulturdenkmals im Medienarchiv Wikimedia Commons
- Bezeichnung: Name, Bezeichnung oder die Art des Kulturdenkmals
- Lage: Wenn vorhanden Straßenname und Hausnummer des Kulturdenkmals; Grundsortierung der Liste erfolgt nach dieser Adresse. Der Link Karte führt zu verschiedenen Kartendarstellungen und nennt die Koordinaten des Kulturdenkmals.
 Kartenansicht, um Koordinaten zu setzen – in dieser Kartenansicht sind Kulturdenkmale ohne Koordinaten mit einem roten bzw. orangen Marker dargestellt und können in der Karte gesetzt werden. Kulturdenkmale ohne Bild sind mit einem blauen bzw. roten Marker gekennzeichnet, Kulturdenkmale mit Bild mit einem grünen bzw. orangen Marker.
- Datierung: gibt das Jahr der Fertigstellung beziehungsweise das Datum der Erstnennung oder den Zeitraum der Errichtung an
- Beschreibung: bauliche und geschichtliche Einzelheiten des Kulturdenkmals, vorzugsweise die Denkmaleigenschaften
- ID: Die ID identifiziert das Kulturdenkmal eindeutig. In Thüringen sind aktuell keine IDs veröffentlicht. In der ID-Spalte kann sich auch folgendes Icon  befinden, dies führt zu Angaben zu diesem Kulturdenkmal bei Wikidata.

## Ensemble
| Bild | Bezeichnung                                                            | Lage | Datierung | Beschreibung | ID |
| --- | ---------------------------------------------------------------------- | --- | --------- | ------------ | -- |
| BW | Anger mit Angertisch, Baumbestand, Einfriedung und Steinkreuze / Anger | Niederdorla (Karte) |           |              | "  |
| [[Vorlage:Bilderwunsch/code!/O:!/C:51.164819,10.41925!/D:Altenburgstraße 1, 3, 12; Am Anger 1, 3, 5-12, 14-24; Am Ried 1, 2, 5, 6, 9-13, 15, 17,19; Am Wasser 1, 2, 4, 6, 8, 10, 14; Antoniusstraße 1-6, 8, 9, 11-16, 20, 22; Bahnhofstraße 1, 2, 4, 6, 8, 9, 11, 13-15, 17-19, 22-24, 26, 27, 29, 30, 34-37, 43, 44, 46-49, 52, 53, 55, 57; Bei der Wiesenmühle 2, 4; Bergstraße 1, 6-10, 12; Brauhausstraße 2-6, 8, 10-13, 15; Brunnenstraße 2-10, 12, 14-17, 20-22, 24, 25, 28-30, 32, 34-36, 38, 40-49, 51, 52, 54, 56, 58, 60; Burg 1-7; Burgstraße 6, 12, 20, 24, 26, 32, 38; Enge Gasse 4, 8, 9, 12; Gartenstraße 1-7, 9,11, 13, 15-19, 22, 25-27, 29-37, 39, 41-43, 45-47, 52, 58, 60; Heyeröder Straße 2-5, 8-14, 16-22, 24-27, 29, 31, 37, 41-45, 47, 50, 51, 57; Hintergasse 7-15, 17, 19, 21, 23, 25, 27; Holzgasse 9, 11, 13, 15, 16, 19-23, 25, 27; Im Kober 1, 3-17, 19-21, 23, 24, 26, 28; Kettengasse 1, 3-9, 11, 13, 15-17, 19, 21, 23, 25, 27, 31, 35, 39; Korngasse 4, 16, 18, 26, 28, 30, 34, 41; Kreuzweg 1-19, 21, 25, 35; Langulaer Straße 4, 6, 8, 10-14, 16, 20, 21, 25, 27; Marktweg 3, 5, 7, 9, 11, 13, 15, 17, 23, 27, 29, 31, 33, 35, 37, 39, 41, 43, 45, 47, 47, 49, 51, 53, 55, 57, 59, 61, 63, 65; Mühlhäuser Straße 1, 3-14, 16-25, 27-29, 31-47, 49-67, 69-87, 89, 91, 93; Neue Gasse 1, 2, 4, 8, 9, 10, 12-14, 16, 18; Schafgasse 5, 7; Seitengasse 5-7; Sperlingsberg 3-10, 11, 13-16, 18, 19, 21, 27, 28, 30, 32, 34; Tränkgasse 2, 3, 5; Wiggerstraße 2-5, 7-10, 12, 14, 16-8, 29, 31, 33, 34-41, 46-48, 50, 52, Bauliche Gesamtanlage Historischer Ortskern Oberdorla!/\|BW]] | Bauliche Gesamtanlage Historischer Ortskern Oberdorla                  | Oberdorla, Altenburgstraße 1, 3, 12; Am Anger 1, 3, 5-12, 14-24; Am Ried 1, 2, 5, 6, 9-13, 15, 17,19; Am Wasser 1, 2, 4, 6, 8, 10, 14; Antoniusstraße 1-6, 8, 9, 11-16, 20, 22; Bahnhofstraße 1, 2, 4, 6, 8, 9, 11, 13-15, 17-19, 22-24, 26, 27, 29, 30, 34-37, 43, 44, 46-49, 52, 53, 55, 57; Bei der Wiesenmühle 2, 4; Bergstraße 1, 6-10, 12; Brauhausstraße 2-6, 8, 10-13, 15; Brunnenstraße 2-10, 12, 14-17, 20-22, 24, 25, 28-30, 32, 34-36, 38, 40-49, 51, 52, 54, 56, 58, 60; Burg 1-7; Burgstraße 6, 12, 20, 24, 26, 32, 38; Enge Gasse 4, 8, 9, 12; Gartenstraße 1-7, 9,11, 13, 15-19, 22, 25-27, 29-37, 39, 41-43, 45-47, 52, 58, 60; Heyeröder Straße 2-5, 8-14, 16-22, 24-27, 29, 31, 37, 41-45, 47, 50, 51, 57; Hintergasse 7-15, 17, 19, 21, 23, 25, 27; Holzgasse 9, 11, 13, 15, 16, 19-23, 25, 27; Im Kober 1, 3-17, 19-21, 23, 24, 26, 28; Kettengasse 1, 3-9, 11, 13, 15-17, 19, 21, 23, 25, 27, 31, 35, 39; Korngasse 4, 16, 18, 26, 28, 30, 34, 41; Kreuzweg 1-19, 21, 25, 35; Langulaer Straße 4, 6, 8, 10-14, 16, 20, 21, 25, 27; Marktweg 3, 5, 7, 9, 11, 13, 15, 17, 23, 27, 29, 31, 33, 35, 37, 39, 41, 43, 45, 47, 47, 49, 51, 53, 55, 57, 59, 61, 63, 65; Mühlhäuser Straße 1, 3-14, 16-25, 27-29, 31-47, 49-67, 69-87, 89, 91, 93; Neue Gasse 1, 2, 4, 8, 9, 10, 12-14, 16, 18; Schafgasse 5, 7; Seitengasse 5-7; Sperlingsberg 3-10, 11, 13-16, 18, 19, 21, 27, 28, 30, 32, 34; Tränkgasse 2, 3, 5; Wiggerstraße 2-5, 7-10, 12, 14, 16-8, 29, 31, 33, 34-41, 46-48, 50, 52 (Karte) |           |              |    |

## Einzeldenkmale

### Langula
| Bild                           | Bezeichnung                                            | Lage                                      | Datierung | Beschreibung    | ID |
| ------------------------------ | ------------------------------------------------------ | ----------------------------------------- | --------- | --------------- | -- |
| BW                             | Anger mit Angertisch, Sühnekreuz und Gefallenendenkmal | Langula, Eisenacher Straße o. Nr. (Karte) |           |                 |    |
| BW                             | Schule                                                 | Langula, Eisenacher Straße 1 (Karte)      |           |                 |    |
| weitere Bilder Fotos hochladen | Ev. Kirche St. Georg                                   | Langula, Pfarrstraße o. Nr. (Karte)       |           | mit Ausstattung |    |
| BW                             | Kirchhof mit Einfriedung                               | Langula, Pfarrstraße o. Nr. (Karte)       |           |                 |    |
| BW                             | Pfarrhaus                                              | Langula, Pfarrstraße 5 (Karte)            |           |                 |    |

### Niederdorla
| Bild                           | Bezeichnung                                          | Lage                                    | Datierung | Beschreibung    | ID |
| ------------------------------ | ---------------------------------------------------- | --------------------------------------- | --------- | --------------- | -- |
| weitere Bilder Fotos hochladen | Ev. Pfarrkirche St. Johannes der Täufer              | Niederdorla, Am Anger o. Nr. (Karte)    |           | mit Ausstattung |    |
| BW                             | Kirchhof und Einfriedung                             | Niederdorla, Am Anger o. Nr. (Karte)    |           |                 |    |
| BW                             | Hofanlage                                            | Niederdorla, Am Anger 18 (Karte)        |           |                 |    |
| BW                             | Pfarrhof                                             | Niederdorla, Am Anger 19 (Karte)        |           |                 |    |
| BW                             | Hofanlage                                            | Niederdorla, Bangsstraße 15 (Karte)     |           |                 |    |
| BW                             | Gefallenendenkmal                                    | Niederdorla, Dorfgraben o. Nr. (Karte)  |           |                 |    |
| BW                             | Mühlengehöft                                         | Niederdorla, Grundmühle 1 (Karte)       |           |                 |    |
| BW                             | Schule                                               | Niederdorla, Hauptstraße 11 (Karte)     |           |                 |    |
| BW                             | Gasthaus mit Saal / Gemeindeschenke 'Am Mittelpunkt' | Niederdorla, Hauptstraße 12 (Karte)     |           |                 |    |
| BW                             | Hofanlage                                            | Niederdorla, Herrenstraße 2 (Karte)     |           |                 |    |
| BW                             | Wohnhaus mit Torhaus                                 | Niederdorla, Rumpfstraße 8 (Karte)      |           |                 |    |
| BW                             | Wohnhaus                                             | Niederdorla, Sperlingsstraße 13 (Karte) |           |                 |    |
| BW                             | Wohnhaus                                             | Niederdorla, Sperlingsstraße 16 (Karte) |           |                 |    |
| BW                             | Wohnhaus                                             | Niederdorla, Sperlingsstraße 5 (Karte)  |           |                 |    |
| BW                             | Wohnhaus                                             | Niederdorla, Steinstraße 15 (Karte)     |           |                 |    |

### Oberdorla
| Bild                                    | Bezeichnung                   | Lage                                             | Datierung | Beschreibung    | ID |
| --------------------------------------- | ----------------------------- | ------------------------------------------------ | --------- | --------------- | -- |
| BW                                      | Schule                        | Oberdorla, Am Anger 10 (Karte)                   |           |                 |    |
| BW                                      | Wohnhaus                      | Oberdorla, Am Anger 21 (Karte)                   |           |                 |    |
| BW                                      | Gasthof 'Zur goldenen Krone'  | Oberdorla, Am Anger 23 (Karte)                   |           |                 |    |
| BW                                      | Probstmühle                   | Oberdorla, Am Wasser 1 (Karte)                   |           |                 |    |
| BW                                      | Wohnhaus mit Torhaus          | Oberdorla, Am Wasser 2; Antoniusstraße 1 (Karte) |           |                 |    |
| weitere Bilder Fotos hochladen          | Ev. Kirche St. Peter und Paul | Oberdorla, An der Kirche o. Nr. (Karte)          |           | mit Ausstattung |    |
| BW                                      | Kirchhof und Einfriedung      | Oberdorla, An der Kirche o. Nr. (Karte)          |           |                 |    |
| BW                                      | Wohnhaus                      | Oberdorla, Antoniusstraße 8 (Karte)              |           |                 |    |
| BW                                      | Wohnhaus                      | Oberdorla, Bahnhofstraße 14 (Karte)              |           |                 |    |
| BW                                      | Wohnhaus                      | Oberdorla, Bahnhofstraße 34 (Karte)              |           |                 |    |
| BW                                      | Scheune                       | Oberdorla, Bahnhofstraße 34 (Karte)              |           |                 |    |
| BW                                      | Wohnhaus                      | Oberdorla, Bahnhofstraße 6 (Karte)               |           |                 |    |
| BW                                      | Wohnhaus                      | Oberdorla, Brauhausstraße 10 (Karte)             |           |                 |    |
| BW                                      | Wohnhaus                      | Oberdorla, Brauhausstraße 11 (Karte)             |           |                 |    |
| BW                                      | Wohnhaus mit Torfahrt         | Oberdorla, Brauhausstraße 12 (Karte)             |           |                 |    |
| BW                                      | Konventsgebäude               | Oberdorla, Brauhausstraße 15 (Karte)             |           |                 |    |
| BW                                      | Wohnhaus                      | Oberdorla, Brauhausstraße 4 (Karte)              |           |                 |    |
| BW                                      | Wohnhaus mit Scheune          | Oberdorla, Heyeröder Straße 25 (Karte)           |           |                 |    |
| BW                                      | Wohnhaus                      | Oberdorla, Heyeröder Straße 9 (Karte)            |           |                 |    |
| BW                                      | Wohnhaus                      | Oberdorla, Hintergasse 11 (Karte)                |           |                 |    |
| BW                                      | Wohnhaus                      | Oberdorla, Mühlhäuser Straße 14 (Karte)          |           |                 |    |
| BW                                      | Wohnhaus                      | Oberdorla, Mühlhäuser Straße 28 (Karte)          |           |                 |    |
| Direkt Bild zu diesem Denkmal hochladen | Nebengebäude                  | Oberdorla, Mühlhäuser Straße 28                  |           |                 |    |
| BW                                      | Wohnhaus mit Torhaus          | Oberdorla, Mühlhäuser Straße 5 (Karte)           |           |                 |    |
| BW                                      | Wohnhaus                      | Oberdorla, Mühlhäuser Straße 9 (Karte)           |           |                 |    |
| BW                                      | Anger mit Steintisch          | Oberdorla (Karte)                                |           |                 |    |